# 氷見市立明和小学校
氷見市立明和小学校（ひみしりつ めいわしょうがっこう）は富山県氷見市にあった公立小学校。

## 沿革
- 2020年　閉校

## 通学区域
論田　熊無　谷屋　新保

## 進学先
- 氷見市立西部中学校

## 周辺
- 国道415号

## 著名な出身者
- 西山清 (ハンドボール選手)※ロサンゼルス五輪・ソウル五輪日本代表選手